# Great Falls (wodospad)

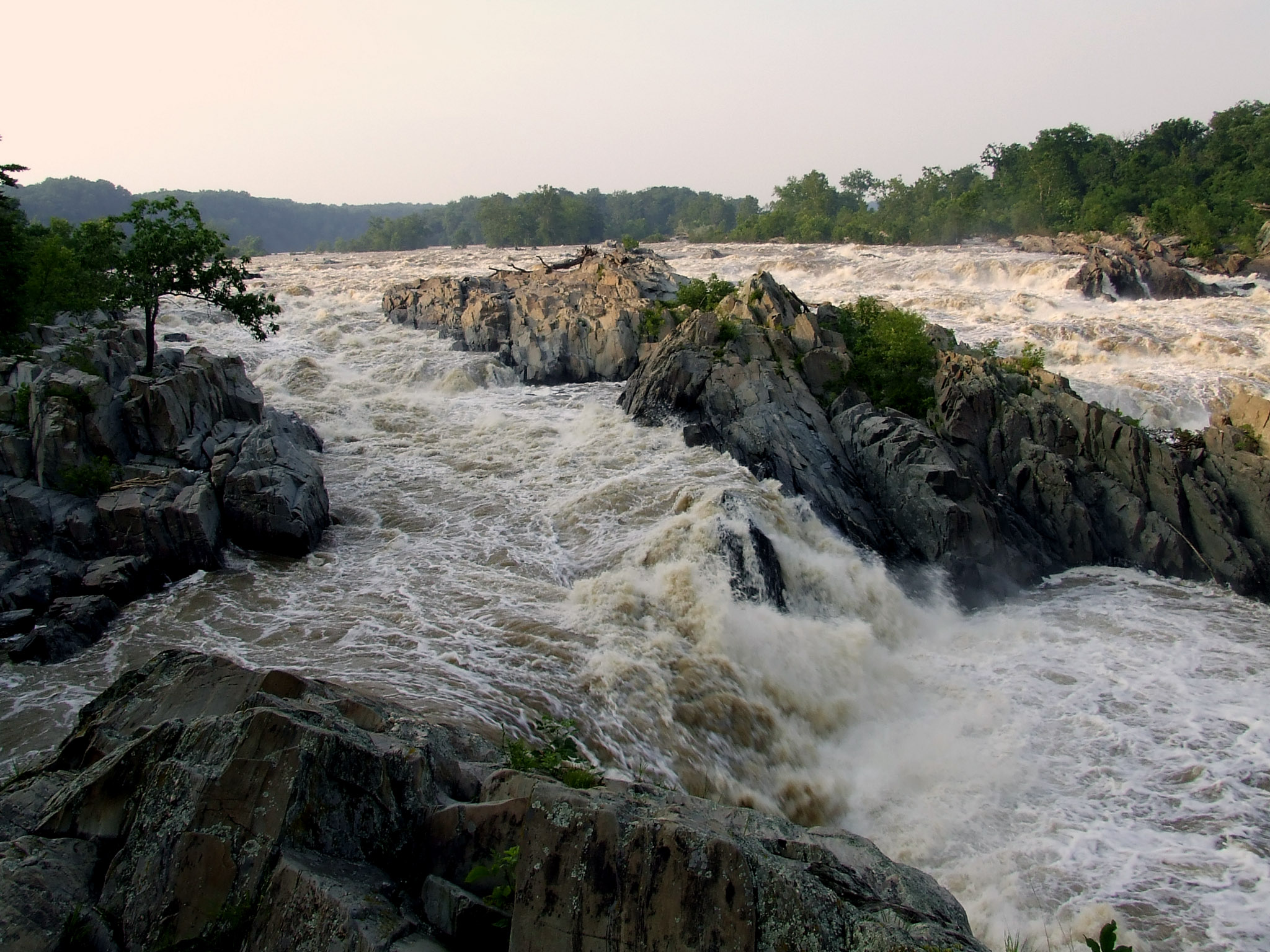
Wodospady Great Falls widziane z parku Great Falls w Wirginii

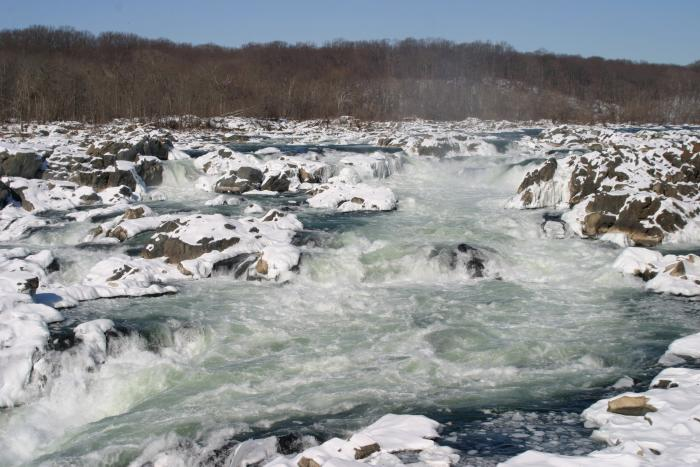
Wodospady Great Falls zimą widziane z Olmsted Island w Maryland

Great Falls – seria wodospadów na rzece Potomak, położonych około 24 kilometrów od stolicy Stanów Zjednoczonych Waszyngtonu (w górę biegu rzeki). Great Falls składa się z licznych kaskad i kilku wodospadów 6-metrowej wysokości. W tym rejonie na długości około 1500 metrów szerokość Potomaku zmniejsza się z 750 do 15 metrów, podczas gdy jednocześnie poziom wody opada łącznie o 23 metry. Jest to drugi co do wysokości wodospad w stanie Maryland po wodospadzie Cunningham Falls w parku stanowym Cunningham Falls.

## Geologia
Na podstawie badań rzadkiego izotopu berylu-10 geologowie ustalili, że wodospady powstały podczas ostatniej epoki lodowcowej, około 30-35 tysięcy lat temu. Po ostatniej epoce lodowcowej poziom oceanów się obniżył i rzeka musiała przeciąć do nich dolinę. Skały metamorficzne w tym regionie liczą co najmniej 550 milionów lat i są bardziej odporne na erozję niż skały w regionie wodospadu Niagara. Dlatego nie wykształcił się jeden wysoki wodospad; rzeka stopniowo opada serią kaskad. Na długości około 1500 metrów Potomak opada o 23 metry, a jednocześnie szerokość rzeki zmniejsza się z 750 do 15 metrów. Dzięki temu Great Falls jest najbardziej spektakularną stromą serią kaskad we wschodniej części Stanów Zjednoczonych. Od powstania, na skutek erozji, wodospady przesunęły się około 14 kilometrów w górę rzeki.

## Turystyka
Wodospady Great Falls są odwiedzane corocznie przez mniej więcej 3 miliony turystów, dzięki czemu znajdują się wśród 25 najczęściej odwiedzanych w Stanach Zjednoczonych miejsc. Dostępne są zarówno od strony stanu Maryland, gdzie wchodzą w skład narodowego parku historycznego kanału Chesapeake i Ohio, jak i od strony stanu Wirginia, gdzie ustanowiono Great Falls Park. Oba parki znajdują się pod zarządem National Park Service. Według rzecznika tej agencji federalnej Great Falls są równie malownicze jak parki narodowe Yellowstone, Yosemite czy Wielkiego Kanionu.
Po stronie Maryland seria drewnianych pomostów prowadzi na wyspę Olmsted, na której wybudowano drewnianą platformę widokową. Po stronie Wirginii, na zachodnim brzegu Potomaku, na terenie parku Great Falls wybudowano trzy platformy widokowe. Z wyjątkiem jednej, wszystkie platformy są dostępne dla osób niepełnosprawnych.

## Kajakarstwo

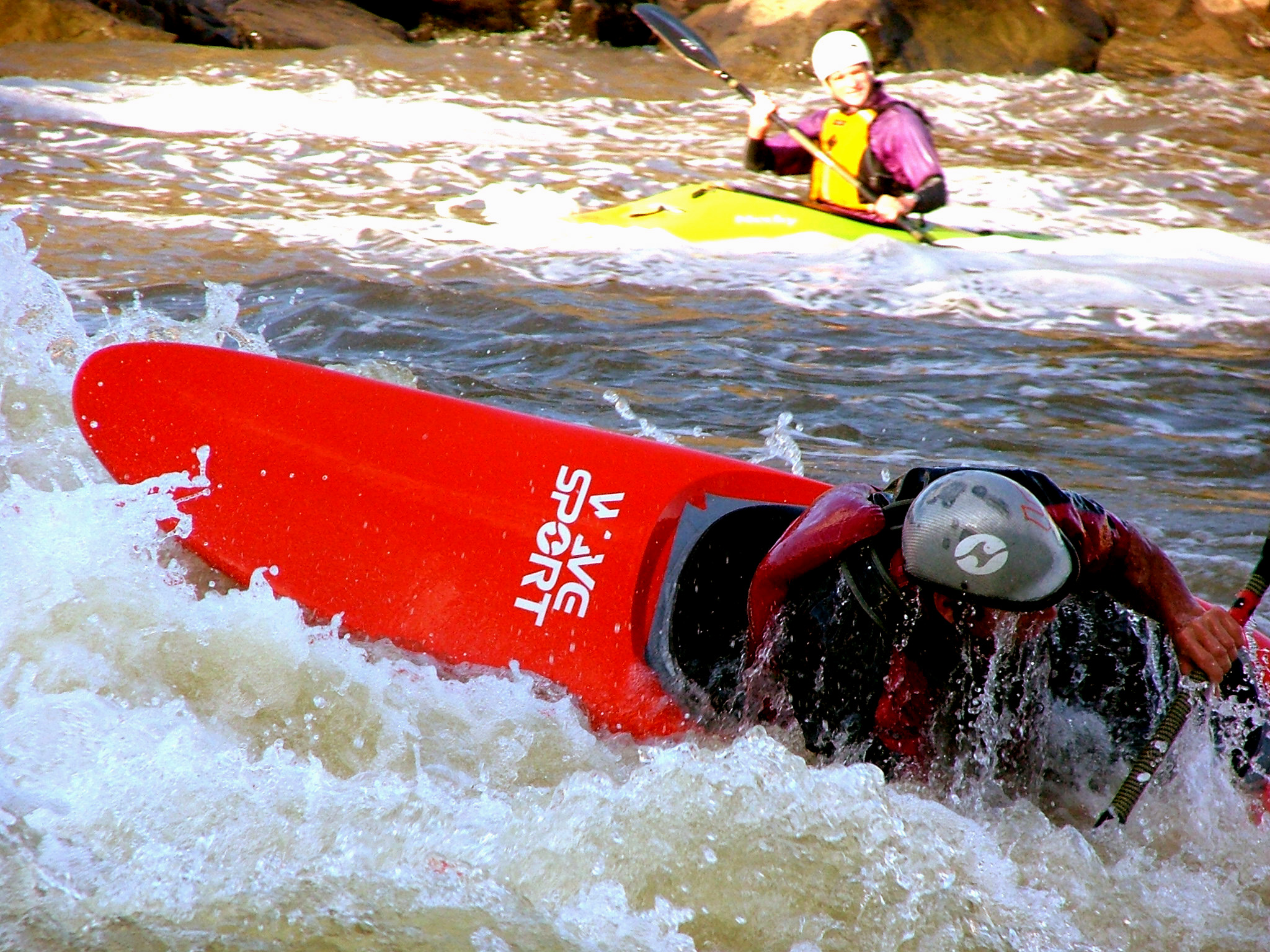
Kajakarz na wodospadach Great Falls

Wodospady Great Falls są również popularnym miejscem uprawiania kajakarstwa górskiego i raftingu. W najtrudniejszej sekcji trudność wodospadu oceniana jest na VI w międzynarodowej skali trudności (jest to najwyższa możliwa nota). Pierwsze udokumentowane pokonanie wodospadów miało miejsce w 1976 roku – śmiałkowie, którzy dokonali tego wyczynu poprzedzili go wieloma latami analizy. Od tego czasu miały tu miejsce setki wypadków śmiertelnych. Dlatego osoby odpowiedzialne za zarządzanie oboma parkami sugerują, aby próby pokonania wodospadów miały miejsce przed godziną dziewiątą rano i w dni powszednie, by nie przyciągały uwagi przypadkowych gapiów.